# (278361) 2007 JJ43
(278361) 2007 JJ43 est un objet transneptunien en orbite autour du Soleil près du bord extérieur de la ceinture de Kuiper. Sur la base de sa magnitude, ce pourrait être une planète naine.
Les photos à l'origine de sa découverte datent de 2007. Sa magnitude absolue de 4,5 le classe parmi les 20 objets transneptuniens les plus brillants. En supposant qu'il ait un albédo typique, il aurait en gros la même taille qu'Ixion (diamètre ≈ 650–800 km). Le site web de Mike Brown le classe comme planète naine hautement probable, mais son diamètre n'a jamais été mesuré.
Des observations faites par Mike Brown en 2012 à l'observatoire Keck suggèrent que 2007 JJ43 ne possède pas de lune.
En 2012, (278361) 2007 JJ43 était à environ 41,5 ua du Soleil.